# Peniocereus rosei
Peniocereus rosei är en kaktusväxtart som beskrevs av J.G. Ortega. Peniocereus rosei ingår i släktet Peniocereus och familjen kaktusväxter. Inga underarter finns listade i Catalogue of Life.